# Transcom WorldWide
Transcom WorldWide S.A. ist ein Customer-Relationship-Management- und Debt-Collection-Unternehmen, das 1995 von Kinnevik in Schweden gegründet wurde. Es gibt 62 Filialen in Europa, Nord- und Südamerika, Asien und Afrika. Hauptsitz ist Luxemburg.
Transcom beschäftigt rund 29.000 Menschen. 
2012 wurde ein Umsatz von 605,6 Millionen Euro erzielt.
CEO und Präsident ist seit Juni 2017 der deutsche Manager Michael Weinreich.